# Zetterlöfska huset
Zetterlöfska huset är en byggnad i Kungälv som ligger på Västra gatan 5. Det är ett av de äldsta husen i Kungälv och är byggnadsminne sedan 21 september 1981. Huset byggdes 1762 och köptes av rådman E. Zetterlöf i slutet av 1800-talet. 

## Beskrivning
Byggnaden är uppförd i två våningar med delvis utgrävd källare. Bärande stomme är av liggande timmer. Sockeln är delvis spritputsad och mot gatan klädd med plattor. Fasaden mot Västra gatan och gavlarna är klädda med liggande fasspontpanel. Gavelröstena och den södra fasaden mot trädgården är klädd med locklistpanel. Fasaden är gulmålad och knutarna är inklädda med kannelerade knutlådor. Vindskivorna har tandsågade undersidor och mot takfoten ansluter en tandsnittsfris. Fönstren har fyra lufter och omges av klassicerande omfattningar. I vardera gavelröstet finns ett lunettfönster. Både fönsterbågar och omfattningar är vitmålade.
Huvudentrén mot Västra gatan präglas av nyklassicistisk stil. De grå dubbla dörrarna kröns med en tavla, som inramas av en träfris, som liknar en tempelgavel. Taket är täckt med tvåkupigt tegel och har mot trädgården fyra takfönster. Skorstenen är plåtklädd.

## Portens överskrift
Över huvudentrén finns en bibelcitat på latin som sattes upp som ett tack för att huset klarade sig vid en stor brand. Tavlan har latinsk text med förgyllda bokstäver "In paCe Cubo et DorMio nam Tu Iehouah SoLus SecVrVm me habitare Facis".
| ”                                                           | "I frid både lägger jag mig och insomnar, ty du allena, Jehová, låter mig bo i trygghet. | „ |
| – från Psalm 4:9 i bibeln enligt Helge Åkesons översättning |                                                                                          |   |

Det är naturligtvis förbryllande, att versaler dyker upp i texten på flera ställen, inte bara som begynnelsebokstäver utan också inne i orden. Detta är en form av rebus – om man lägger ihop dessa till synes helt omotiverade versaler, så kommer man fram till husets byggnadsår med romerska siffror. 
M i DorMio betecknar ett tusen (latinska Mille), D i samma ord betyder femhundra, de båda C i paCe och Cubo betyder vardera etthundra (latinska Centum) och tillsammans tvåhundra, L i SoLus femtio, de båda V i SecVrVm vardera fem och tillsammans tio samt I i In och Iehouah ett och tillsammans två – alltså med romerska siffror MDCCLVVII (1762). En romare skulle nog ha skrivit MDCCLXII.

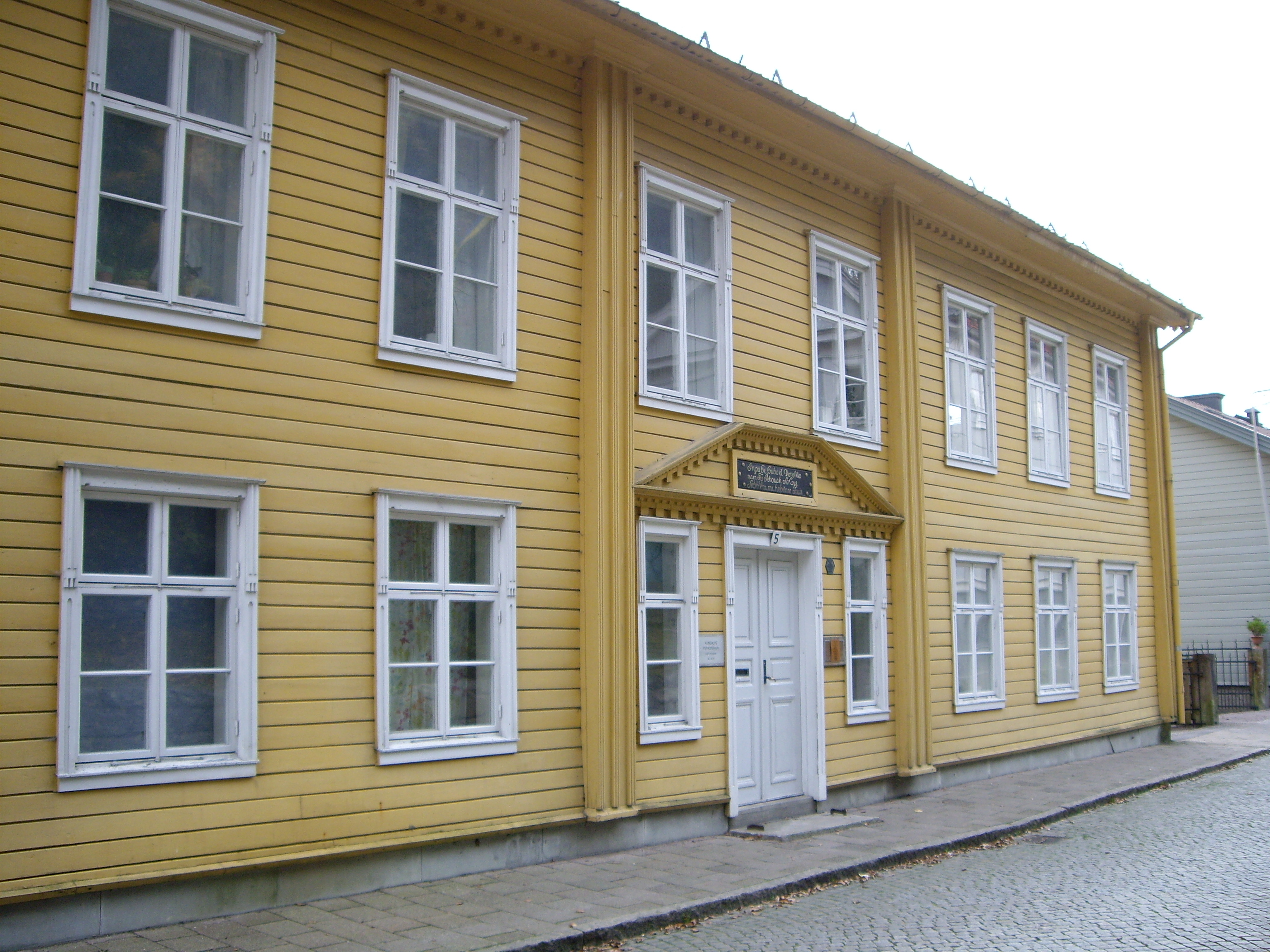
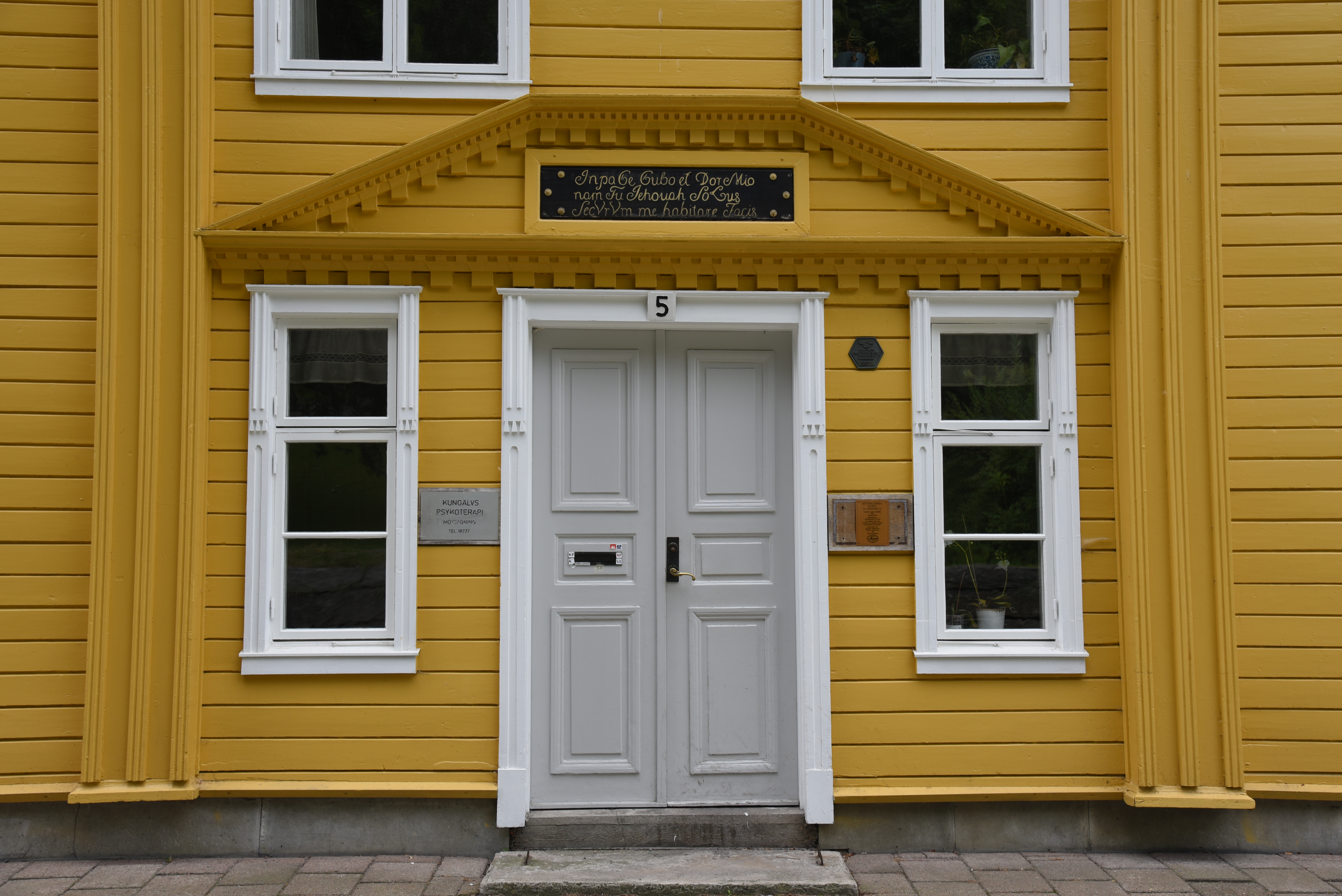
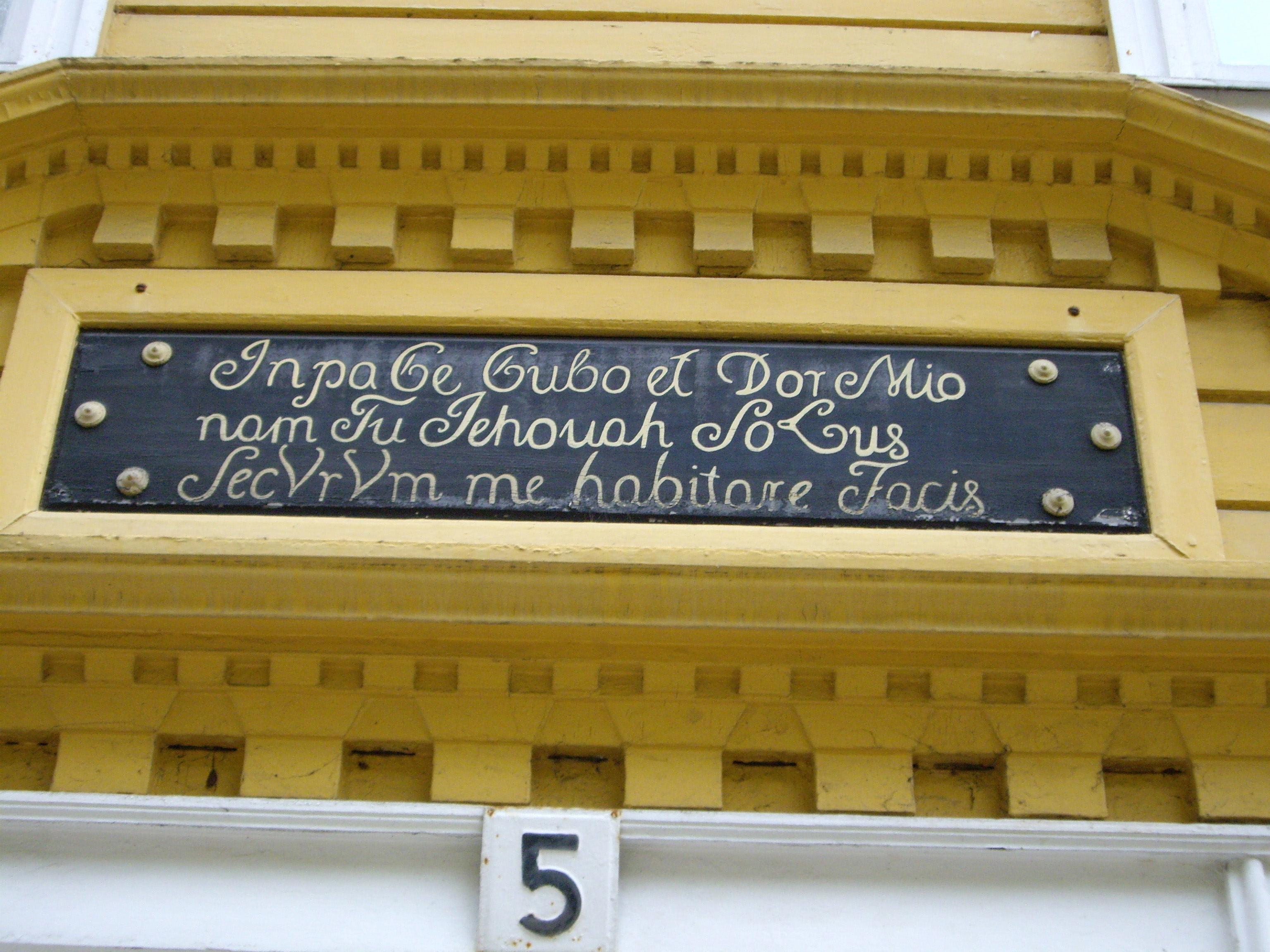